# Joan Icart i Aymerich
Joan Icart i Aymerich (Granollers, Vallès Oriental, 31 de desembre de 1871 - Montcada i Reixac, Vallès Occidental, 20 de setembre de 1936), fou un sacerdot català.
Rebé la formació sacerdotal al Seminari Conciliar de Barcelona, i el 1895 celebrà la seva primera missa. Fou coadjutor de la parròquia de Ripollet, del Sant Esperit de Terrassa i de Santa Anna de Barcelona, entre d'altres càrrecs. Exercí també de prevere a la basílica de Sant Josep Oriol de Barcelona, de la qual prengué possessió com a primer rector del 2 de setembre de 1918, fent-ne l'entrada el solemne el 19 de gener de l'any següent, fins a la seva mort.
Durant la visita apostòlica que el cardenal i nunci del Vaticà Federico Tedeschini féu a Catalunya l'any 1928, Icart fou un dels tres rectors amb qui s'entrevistà Tedeschini.
El 1935 és nomenat com a Prelat Domèstic de Sa Santedat. També fou Conseller d'Economia del Seminari Conciliar de Barcelona. Fou detingut el 20 de setembre de 1936 juntament amb el seu vicari Mn. Lluis Rocabert, i assassinat aquell mateix dia.